# 皱叶酸藤子
皱叶酸藤子（学名：Embelia gamblei）为紫金牛科酸藤子属下的一个种。

## 扩展阅读
維基物種上的相關：皱叶酸藤子